# Porzia (Fra Bartolomeo)
Porzia è un dipinto a olio su tavola (108x52 cm) di Fra Bartolomeo, databile al 1490-1495 circa e conservato negli Uffizi di Firenze. Fa coppia con una Minerva entro una nicchia del tutto analoga, nel Museo del Louvre.

## Storia
L'opera lasciò gli Uffizi durante la prima guerra mondiale, per esser ricoverata al sicuro, e dal 1925 fu esposta nell'ambasciata italiana a Washington. Tornò in Italia solo nel 1992, per essere esposta nella sala di Michelangelo e dei fiorentini del primo Cinquecento.

## Descrizione e stile
Da una nicchia si affaccia una fanciulla che i carboni ardenti ai suoi piedi fanno riconoscere in Porzia, figlia di Catone l'Uticense, che si uccise ingoiandoli per la sconfitta del marito, Marco Giunio Bruto, durante la battaglia di Filippi. La donna doveva far parte di una serie di donne illustri, magari destinata a decorare una sala di un palazzo privato.
La figura ancheggia sulla sinistra, indicando a destra un probabile pendant. L'ampio panneggio, che ricade con pieghe ampie e solenni, aumenta il senso del volume, così come la collocazione nella nicchia, riservata solitamente alla statuaria.